# Thurston Dart
Robert Thurston (« Bob ») Dart (3 septembre 1921 – 6 mars 1971) est un musicologue britannique, chef d'orchestre, et claviériste, pionnier du renouveau de la musique ancienne en Angleterre.

## Biographie
Thurston Dart étudie les instruments à clavier au Royal College of Music de Londres de 1938 à 1939, ainsi que les mathématiques à l'University College, Exeter (diplômé en 1942). Pendant la Seconde Guerre mondiale, il est officier de la Royal Air Force. C'est à cette occasion qu'il rencontre un jeune violoniste, Neville Marriner, dont la formation avait également été interrompue. Il poursuit son perfectionnement à Bruxelles, avec le musicologue Charles Van den Borren.
En 1947, il travaille comme assistant à l'Université de Cambridge, puis comme maître de conférence (1952) et professeur (1962). En 1952, il est membre de l'Association Purcell. Parallèlement, Dart se fait le défenseur de la renaissance de la musique ancienne en Grande-Bretagne. C'est en partie grâce à son influence sur ceux qui finalement ont formé des ensembles, tels que le Early Music Consort of London. En 1964 il est professeur de musique au King's College de Londres.
En tant que continuiste, Dart apparaît dès 1950, dans nombre d'enregistrement au clavecin, au clavicorde et à l'orgue, surtout pour le label L'Oiseau-Lyre avec qui il collabore longuement ; il est aussi chef d'orchestre.
Il est éditeur du journal de la Galpin Society de 1947 à 1954 et secrétaire de l'édition des volumes Musica Britannica, de sa fondation en 1950 jusqu'à 1965. Son livre, The Interpretation of Music (Londres, 1954), fut très influent et est encore largement lu ; il a également écrit de nombreux articles sur les sources musicales et l'interprétation, notamment de Bach, Haendel et Purcell. Il a aussi supervisé les éditions des œuvres vocales et pour clavier de William Byrd, de François Couperin, et édité celles de Louis Marchand, Clérambault, Thomas Morley et John Bull ; il laisse un livre inachevé sur ce dernier.
Il fait de fréquentes apparitions à la radio pour discuter de la musique baroque. Pendant les années 1950, il participe aux concerts annuels mettant en vedette quatre clavecinistes avec George Malcolm, Denis Vaughan et Eileen Joyce. En 1957 ils ont enregistré le concerto pour quatre clavecins de Bach (transcription de l'op. 3 n° 10 de Vivaldi pour quatre violons), avec le Pro Arte Orchestra dirigé par Boris Ord. Ils ont aussi enregistré les Variations on a Theme of Mozart de Malcolm
Parmi les plus connus des élèves de Dart figurent  le compositeur Michael Nyman, le claveciniste Davitt Moroney, le chef d'orchestre John Eliot Gardiner, le musicologue et chef Christopher Hogwood. Il a réalisé le premier enregistrement historique des Concertos Brandebourgeois avec le Philomusica of London. Plus tard il a travaillé avec Neville Marriner pour l'enregistrement des Brandebourgeois et des Suites d'orchestre de Bach, mais Dard est mort avant son achèvement. Il a aussi enregistré les Lachrymae de Dowland, la Water Music de Haendel, des sérénades de Mozart, des Concerti Grossi d'Alessandro Scarlatti, d’Arcangelo Corelli et de Francesco Geminiani, ainsi que des œuvres de Johann Christian Bach.